# Хуігальпа
Хуігальпа (ісп. Juigalpa) — місто і муніципалітет в Нікарагуа, адміністративний центр департаменту Чонталес.

## Історія
Хуігальпа була заснована в 1668 році, 11 червня 1877 року стала столицею департаменту. Отримала статус міста 27 січня 1879 року.

## Географія
Розташована в центральній частині країни, приблизно за 140 км на схід від столиці країни, міста Манагуа. Знаходиться в долині в невеликому гірському хребті Амеррике. Площа становить 727 км² .

## Населення
Станом на 30 червня 2022 року населення складало 53 798 осіб.
Динаміка чисельності населення міста по роках:
| 1971  | 1995   | 2000   | 2005   | 2013   | 2022   |
| ----- | ------ | ------ | ------ | ------ | ------ |
| 8 772 | 36 999 | 45 359 | 42 763 | 46 394 | 53 798 |